# Richard Engel (Fußballspieler)
Richard Engel (* 2. Oktober 1946) ist ein ehemaliger deutscher Fußballspieler. Für den SC Opel Rüsselsheim und den FSV Frankfurt spielte er in den 1960er und 1970er Jahren in der zweitklassigen Regionalliga bzw. 2. Bundesliga Süd.

## Sportlicher Werdegang
Engel begann mit dem Fußballspielen beim TSV Trebur, für den er in der Gruppenliga Hessen auflief. 1968 wechselte er zum SC Opel Rüsselsheim in die Regionalliga Süd. Dort spielte er mit der Mannschaft in den folgenden Jahren regelmäßig gegen den Abstieg, unter anderem trainiert von Bert Trautmann. Am Ende der Spielzeit 1971/72 verpasste die Mannschaft mit einem Punkt Rückstand auf die davor punktgleich platzierten SpVgg Fürth, Aufsteiger SpVgg 07 Ludwigsburg und den SSV Jahn Regensburg den Klassenerhalt und stieg in die drittklassige Hessenliga ab. Ein folgendes Angebot von Hertha BSC schlug er aus, um aus familiären Gründen in Hessen zu bleiben. Als Tabellendritter der Spielzeit 1972/73 verpasste er an der Seite von unter anderem Jürgen Strack, Heiko Dymalla und Hermann-Dieter Bellut mit der Mannschaft anschließend den direkten Wiederaufstieg.
Im Sommer 1973 wechselte Engel zum FSV Frankfurt, der als Meister der Hessenliga in die Regionalliga aufgestiegen war. Mit dem Aufsteiger belegte er zwar den elften Tabellenplatz der Spielzeit 1973/74, aufgrund der Fünfjahreswertung verpasste die Mannschaft jedoch die Qualifikation für die neu eingeführte 2. Bundesliga. In der Hessenliga duellierte sich der Klub in der Spielzeit 1974/75 anschließend mit Mitabsteiger VfR OLI Bürstadt, beim 2:2-Unentschieden am letzten Spieltag beim direkten Aufeinandertreffen war er neben Peter Koch per verwandeltem Strafstoß einer der beiden Torschütze, die den Zweitligaaufstieg der von Otmar Groh trainierten Mannschaft als Drittligameister sicherstellten. In den folgenden vier Jahren war er Stammspieler, insbesondere als designierter Elfmeterschütze des Klubs erzielte er dabei 13 Tore in der 2. Bundesliga. 
Im Sommer 1979 beendete Engel seine höherklassige Laufbahn und war in der Folge bei verschiedenen hessischen Klubs als Spielertrainer und später Trainer tätig.